# Mariä Himmelfahrt (Hamburg-Rahlstedt)

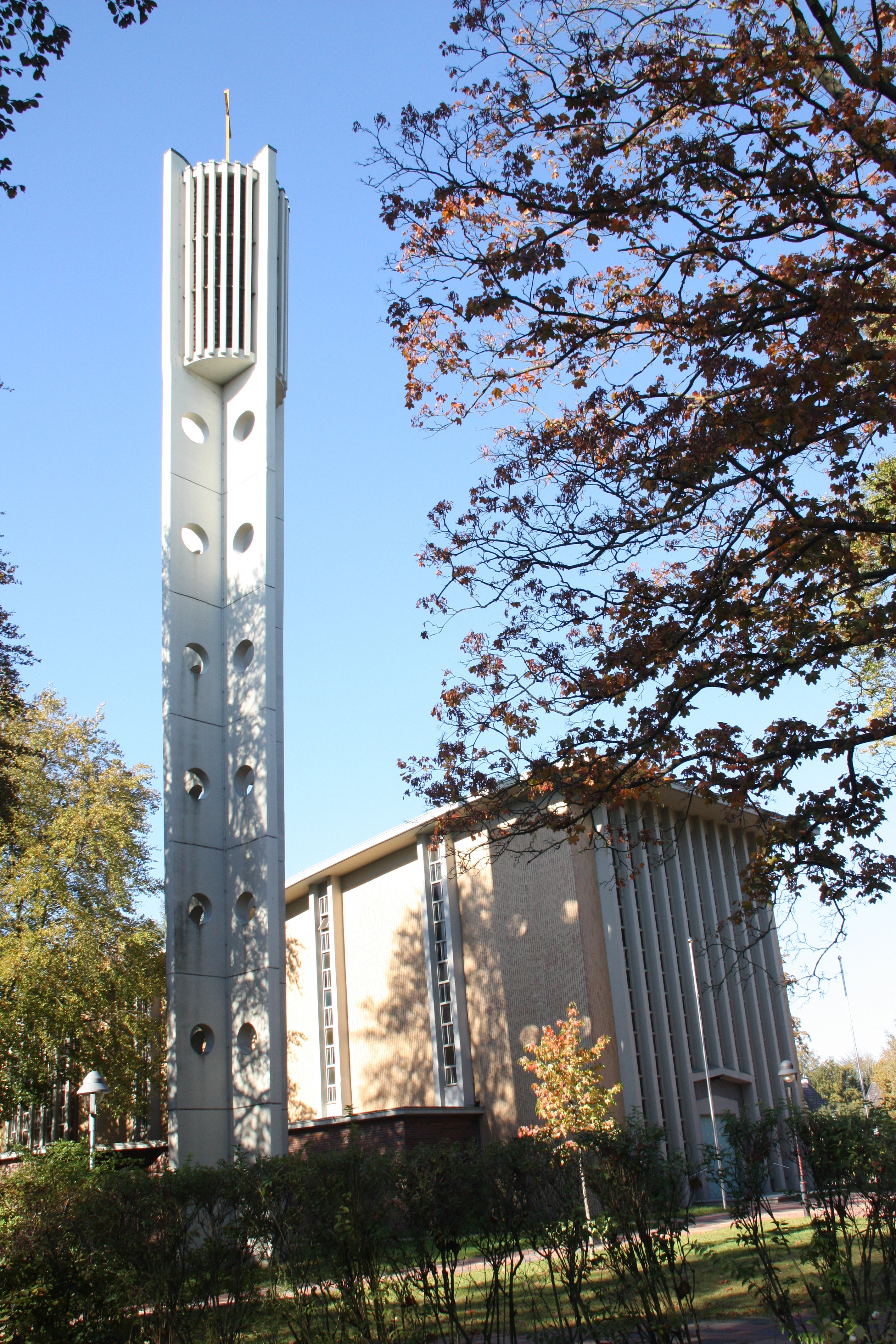
Turm und Kirchenschiff von Süden, 2011

Die katholische Kirche Mariä Himmelfahrt liegt im Hamburger Stadtteil Rahlstedt, Ortsteil Oldenfelde an der Oldenfelder Straße. Das Gebäude mit seinen dynamischen, für die späten 1950er-Jahre typischen, Formen ist ein repräsentativer katholischer Sakralbau der späten Nachkriegszeit und steht seit 1999 unter Denkmalschutz.

## Bau der Kirche
Die ersten katholischen Messen nach der Reformation gab es in Rahlstedt zuerst im Jahre 1925 im heutigen Kinderkrankenhaus Wilhelmstift, später in einer 1939 geweihten Kapelle, die bereits in der Oldenfelder Straße lag. Nach dem Zweiten Weltkrieg reichte ihre Kapazität für die durch die Flucht und Vertreibung Deutscher aus Mittel- und Osteuropa gestiegene Zahl der Mitglieder der Gemeinde nicht mehr aus, so dass mit der Planung eines Kirchenneubaus begonnen wurde. Dazu gelingt es 1950 das heute genutzte Grundstück in zentraler Lage von Rahlstedt zu erwerben. Die darauf vorhandene Villa geht in diesem Zusammenhang in den Besitz der Pallottiner über, die sie für ihre Zwecke umbauen, ein vorhandenes Gärtnerhaus wird zu einem Altenheim umgebaut. Die Finanzierung des Kirchenneubaus benötigte einige Jahre, in denen sowohl die Diözese als auch das Bundesministerium der Verteidigung Zusagen für Teile der benötigten Gelder machten. Durch die damals drei Kasernen im Raum Rahlstedt erkannte das Verteidigungsministerium den Bedarf einer katholischen Garnisonskirche an.
Ab 1958 wurde die heutige Kirche unter der Leitung von Paul Jaeckel erbaut und konnte am 31. Januar 1960 von Weihbischof Johannes von Rudloff geweiht werden. Sie besteht aus einem rechteckigen Kirchenschiff mit zwei unauffälligen sehr niedrigen Seitenschiffen und einem frei stehenden Turm. Der Turm wurde aus Beton-Fertigteilen errichtet, enthält die Glocken und kann nur zu Wartungszwecken betreten werden. Das Kirchenschiff besitzt ein geschwungenes dünnwandiges Flachdach, das zur Straßenfront ansteigt. Die Fassade wird durch senkrecht angeordnete Kombinationen aus Fenstern und Stützen beherrscht. Dabei besteht jede Kombination aus zwei Stützen, die ein wandhohes Glasband einschließen. Die Straßenfront ist fast vollständig verglast und wird nur vom übergiebelten Portal unterbrochen. Weitere große Glasbänder finden sich an beiden Seiten des Chors.
Die seelsorgerische Betreuung der Gemeinde liegt seit ihrer Gründung weitgehend in der Hand der Pallottiner. Geistliche mit einem anderen Hintergrund sind seit 1945 die absolute Ausnahme gewesen.
Der Innenraum der Kirche wurde seit dem Bau mehrfach renoviert, der Turm musste 1991 und 2003 zusammen mit Teilen der Rückwand des Kirchenschiffs umfangreich saniert werden.

## Innenausstattung

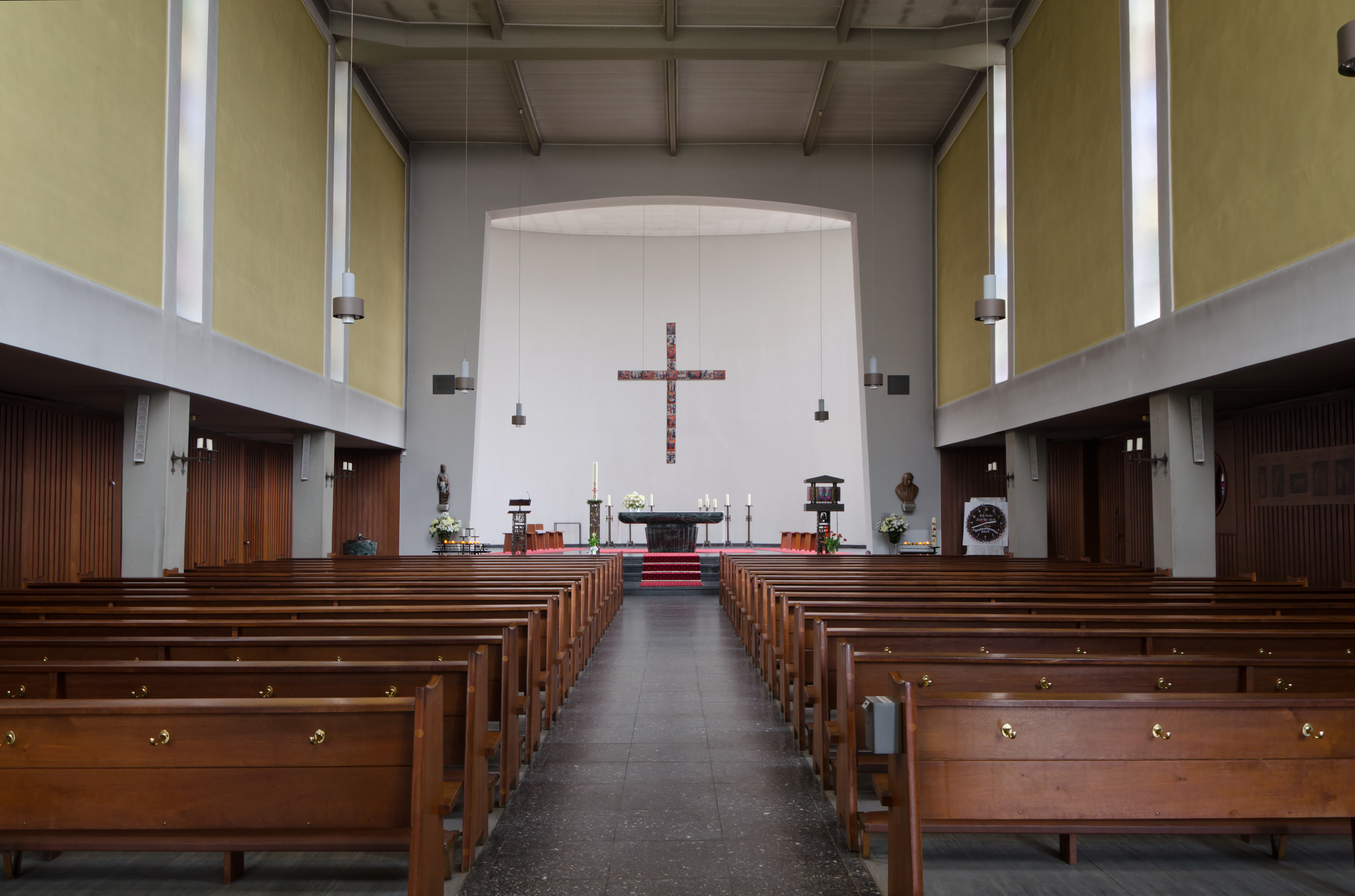
Innenraum

Der Innenraum wird von der Lichtführung und den für die Fenster gewählten Farben beherrscht. Der Gottesdienstraum ist klassisch aufgeteilt mit einem durch zwei Bankblöcke auf den Altar führenden Mittelgang und einer Orgelempore über dem Eingang. Der Altarraum ist durch einen Bogen und ein Podest hervorgehoben und wird durch den verdeckten Lichteinfall aus den Fenstern des Chores zusätzlich betont. Die in Pastelltönen gehaltene Ausstattung kontrastiert mit den intensiv farbigen runden Fenstern der Seitenschiffe, die Szenen aus dem Leben Mariens darstellen.
Das frei hängende Altarkreuz wurde erst 1965 aufgehängt. Es zeigt in Emailtechnik kleinteilig ausgeführte Szenen aus dem Leben Jesu, neun Szenen sind waagerecht und elf Szenen senkrecht angeordnet. Die zentrale Darstellung in der Mitte des Kreuzes zeigt die Verkündigung des Herrn. Das Kreuz ist, wie auch Tabernakel, Ambo und Altarleuchter, ein Werk des Kölner Künstlers Egino Weinert, der das Tabernakel mit zum Kreuz passenden Emailabbildungen einfasste.
Der Bronzeguss der Madonna an der Wand links vor dem Altarraum ist im Jahre 1977 entstanden und stammt aus der Werkstatt von Joseph Krautwald.

## Glocken
Das dreistimmige Geläut im Turm wurde von Friedrich Wilhelm Schilling in Heidelberg gegossen.
| Nr. | Schlagton | Masse (kg) | Geweiht        | Inschrift                                                        |
| 1   | gis′      | ≈700       | Dreifaltigkeit | Der Heiligsten Dreifaltigkeit sei Lob und Preis zu jeder Zeit!   |
| 2   | h′        | ≈450       | Maria          | Maria, Königin des Friedens, bitte für uns!                      |
| 3   | cis″      | ≈300       | Hl. Barbara    | Gott, gib uns Lebenden deine Gnade und den Toten die ewige Ruhe! |

Dass die kleinste Glocke der Heiligen Barbara geweiht ist, geht auf ihre Rolle als Schutzpatronin der Artilleristen zurück und zeigt noch heute die langjährige Rolle der Kirche als Garnisonskirche.

## Orgel
Die dreiteilige Orgel auf der Empore wurde 1962 von Kemper & Sohn aus Lübeck eingebaut und musste 1999 nach einem Brand durch die Firma Lobback umfangreich erneuert und erweitert werden. Sie besitzt 24 Register auf zwei Manualwerken und Pedal. Eine Besonderheit sind die mit weißer Farbe gespritzten Orgelpfeifen, wodurch eine besondere Klangnote erreicht werden soll.

## Pastorat
Auf dem Gelände der Kirche befindet sich das ehemalige Landhaus Söchting, das heute als Pastorat der Gemeinde genutzt wird. Diese neoklassizistische Backsteinvilla wurde 1912 bis 1913 von August Nissen errichtet und wirkt für Rahlstedt ungewöhnlich repräsentativ. Das Gebäude kann durchaus mit zeitgenössischen Landhäusern in den Walddörfern oder den Elbvororten verglichen werden.

## Fotografien und Karte
Koordinaten: 53° 36′ 30,2″ N, 10° 9′ 21″ O

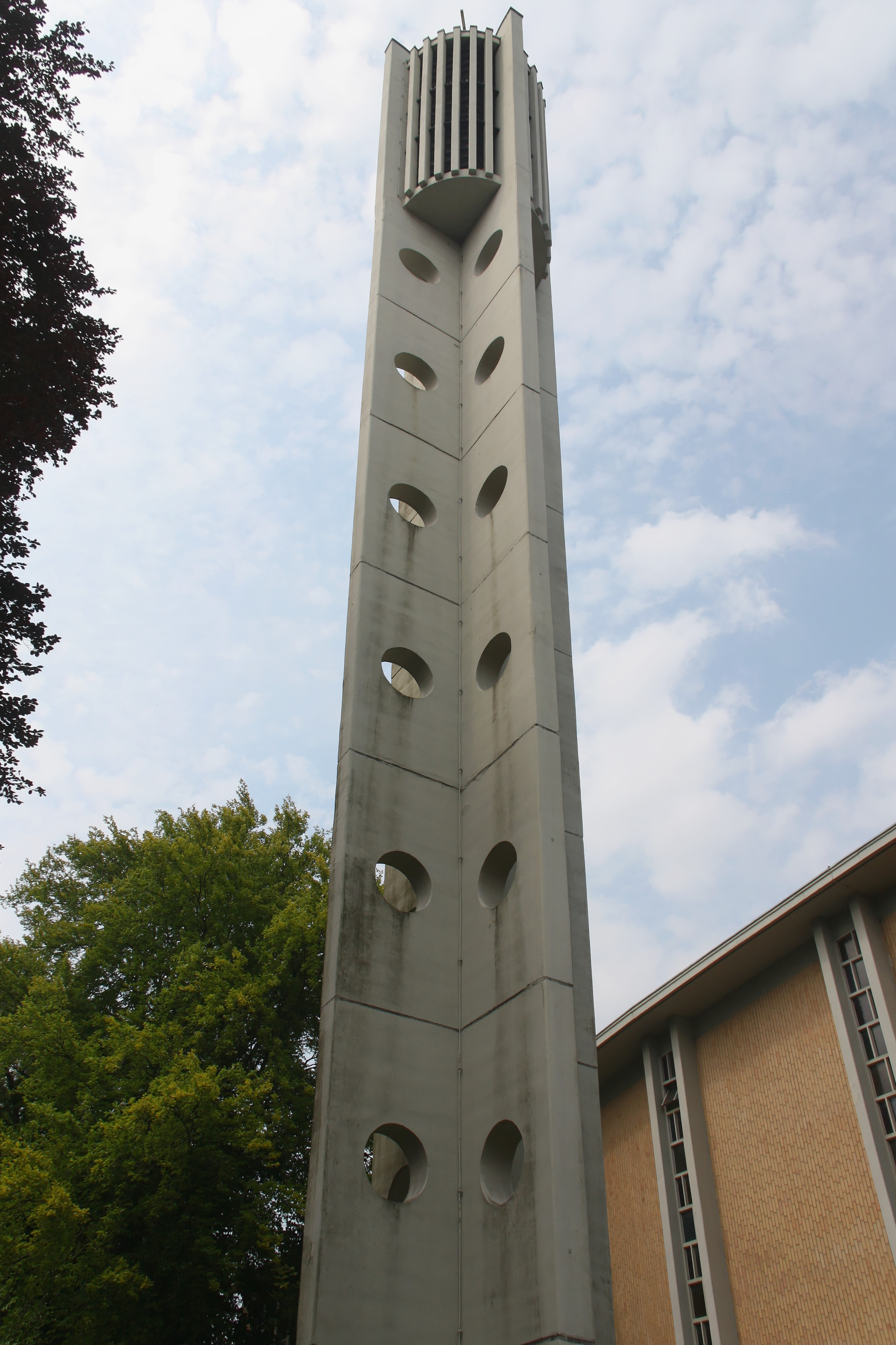
Turm
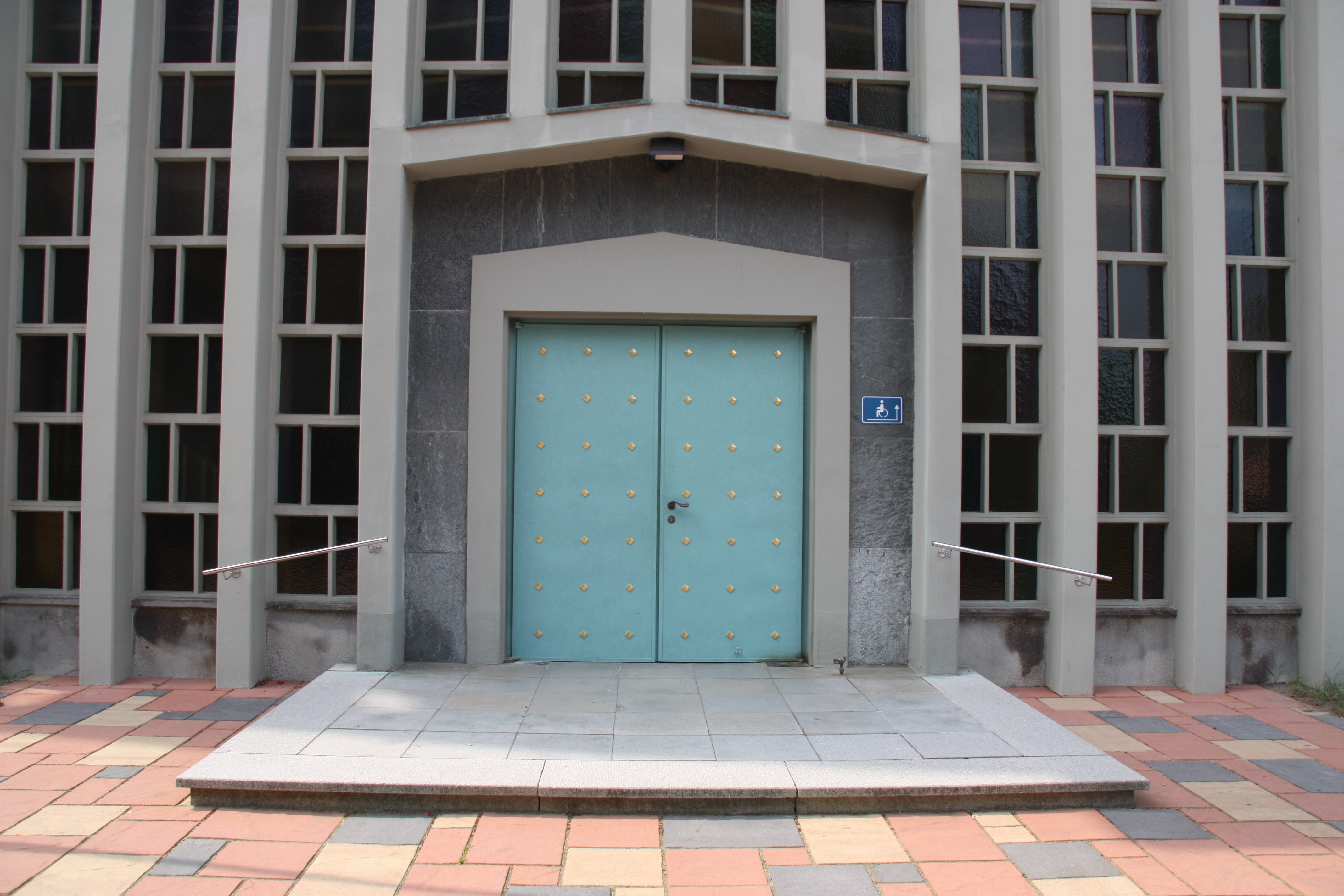
Eingangsportal
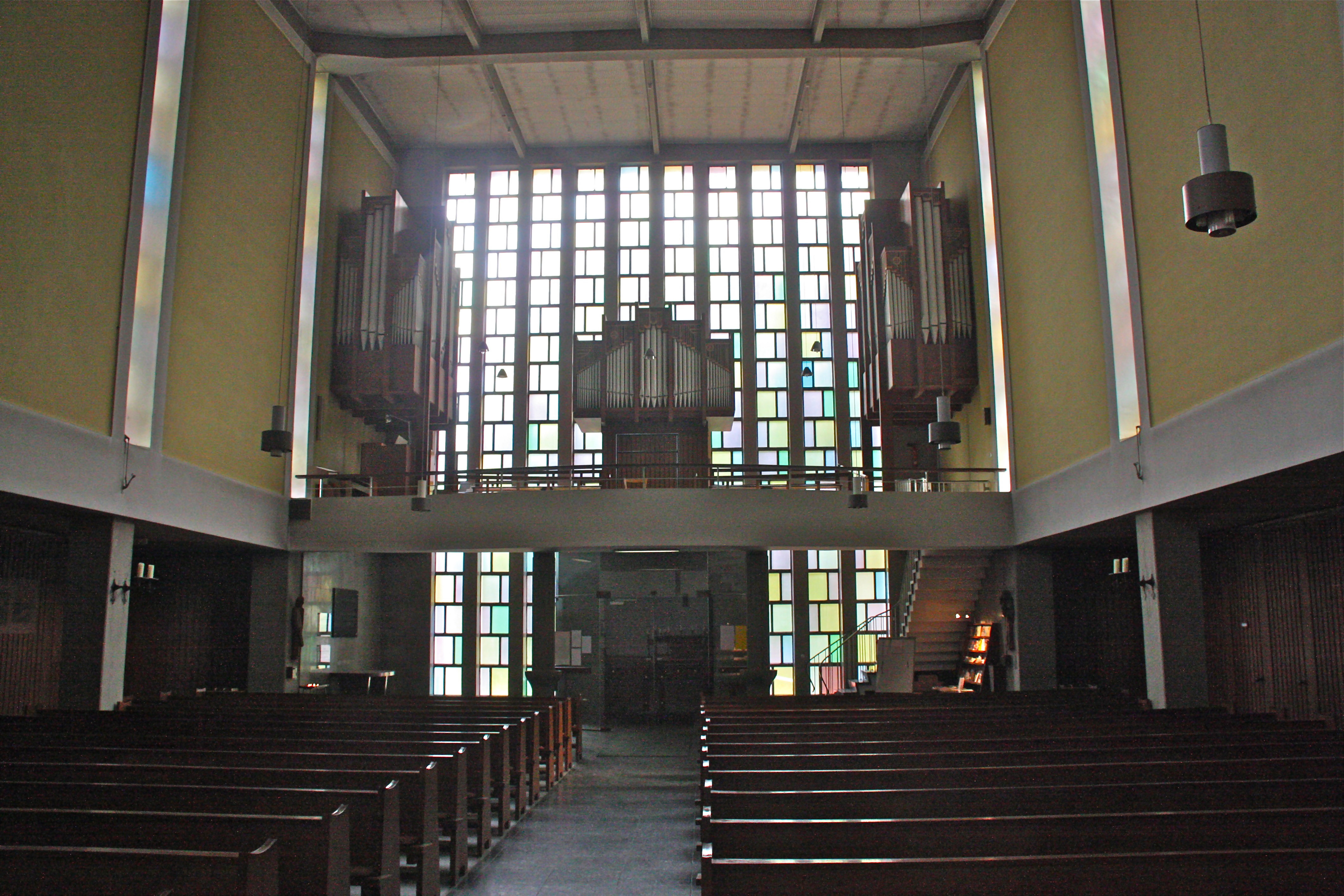
Orgel und Verglasung der Straßenfront
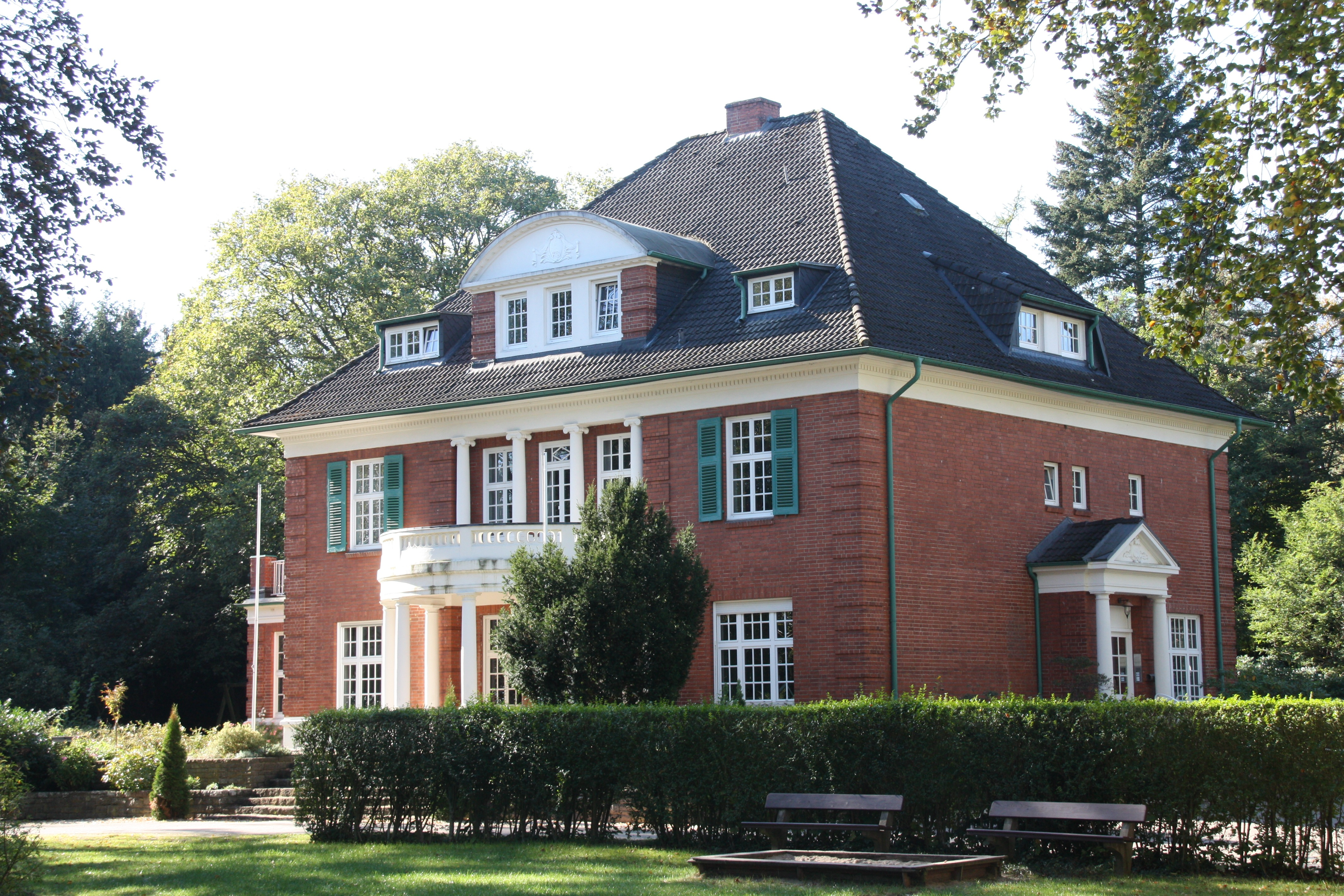
Pfarrhaus der Gemeinde, ehem. Landhaus Söchting